# Столкновение (альбом)
«Столкновение» — третий альбом рок-группы Кукрыниксы, вышедший в 2004 году.

## Список композиций
Слова и музыка всех песен — Алексей Горшенёв, кроме отмеченных.
| №   | Название                | Автор(ы)                        | Длительность |
| --- | ----------------------- | ------------------------------- | ------------ |
| 1.  | «Серебряный сентябрь»   | Алексей Горшенёв, Дмитрий Гусев | 4:26         |
| 2.  | «Знай»                  |                                 | 3:53         |
| 3.  | «Параллели»             |                                 | 4:24         |
| 4.  | «Чёрная невеста»        | Алексей Горшенёв, Дмитрий Гусев | 4:03         |
| 5.  | «Движение»              |                                 | 4:33         |
| 6.  | «Последнее письмо»      | Алексей Горшенёв, Дмитрий Гусев | 3:11         |
| 7.  | «Чучело» (привет КиШ)   | Алексей Горшенёв, Дмитрий Гусев | 2:31         |
| 8.  | «Ясные дни»             |                                 | 4:34         |
| 9.  | «Время» (инструментал)  |                                 | 4:32         |
| 10. | «Этот белый свет»       |                                 | 3:48         |
| 11. | «9-я рота»              |                                 | 6:29         |
| 12. | «Столкновение»          |                                 | 3:53         |
| 13. | «Твои счастливые глаза» |                                 | 3:54         |

## Участники записи
- Алексей Горшенёв — вокал, музыка, тексты.
- Дмитрий Гусев — гитара, соло, клавишные, музыка, автор.
- Дмитрий Оганян — бас-гитара, бэк-вокал.
- Роман Николаев —ударные.
- Станислав Майоров — звукорежиссёр.
- Игорь Тихомиров — звукооператор[источник не указан 522 дня]

### Приглашённые участники
- Юлия Худякова — вокал (8).
- Александр Леонтьев — гитара (3).

Запись и сведение производились на студии «ДДТ» в 2004 году

## Критика
По мнению критиков, альбом в целом вполне типичен для группы, причём это признавалось как достоинством, так и недостатком. Не сошлись рецензенты и в оценке песни «Чучело», стилистически близкой к творчеству «Короля и шута»: качество музыкальной шутки было оценено диаметрально противоположно.